# 片岡七郎
片岡 七郎（かたおか しちろう、1854年1月12日〈嘉永6年12月14日〉 - 1920年〈大正9年〉1月2日）は、日本の海軍軍人。海軍大将正二位勲一等男爵。

## 経歴
薩摩藩士・片岡喜藤太の次男。少年期のうちに薩英戦争や戊辰戦争が終わっており、西南戦争も兵学寮の生徒だったために参加していない。まだ兵学寮も制度が固まっておらず、カリキュラムを修了した順に卒業させていた。日高壮之丞大将と同時に入寮したものの、日高はそのまま兵学寮で練成を終えて第2期卒業を果たし、一方で片岡は、伏見宮兄弟（愛賢王→伏見宮博恭元帥と菊麿王→山階宮菊麿大佐）のドイツ留学に随員として1年半派遣されたため、日高より1期遅い第3期卒業生扱いとなっている。第3期卒業生16名のうち大将に昇進したのは片岡のみだが、中将2人・少将3人を輩出している。そのうちの一人、内田正敏中将の姪が片岡の妻である。

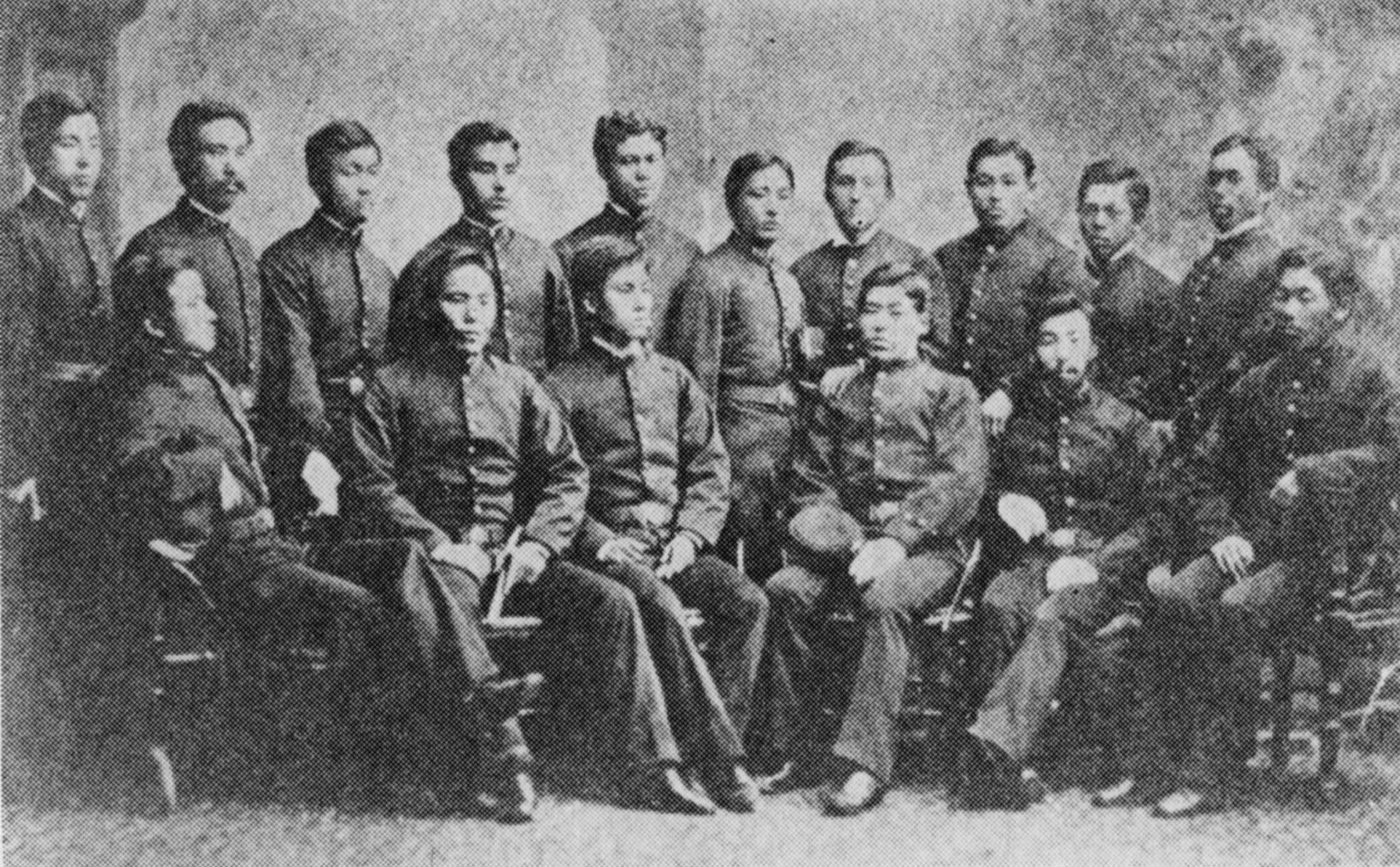
海兵生徒時代
後列左4人目内田正敏、5人目山本権兵衛、9人目片岡、前列左端雪下熊之助、隣は上村彦之丞、(於サンフランシスコ）

伏見宮兄弟随員としてドイツに留学中にヨーロッパ列強の軍事情勢調査を始めるとともに、進んで列強軍人との交流を深めて語学の腕を実地で磨いた。ドイツ語のみならずフランス語・英語も習得し、兵学校草創期の将官の中でも飛び抜けた語学力を身に着けた。帰国後に兵学寮改め兵学校での練成を再開し、明治14年（1881年）11月に卒業（3期）、翌月に大尉まで昇進した。兵学校復帰以来、「扶桑」乗組員として実地を磨き、明治17年（1884年）に住み慣れた「扶桑」ではじめての役職となる砲術長に任じられた。その翌年に「天城」・「筑紫」の副長を歴任した。
明治19年（1886年）2月より2年間の少佐時代、兵学校教官として後進の指導にあたった。専門分野は砲術教育だが、紀律主任や教務副総理など生活指導・教育指導の統括補佐を任せられた。当時の兵学校は、中古現役軍艦のいくつかを実習船として借り受けており、片岡は後半の1年間、砲術教官と同時に砲術実習船「天龍」の艦長を兼任していた。
兵学校教官を辞し、開庁したばかりの佐世保鎮守府に参謀として半年務めたのち、再び博恭王と菊麿王がドイツに留学することになり、またも片岡が随員として選ばれた。今度はドイツ公使館附武官の肩書で列国調査を続けた。当時は中佐の階級がなかったため、ドイツ武官の任期中に大佐へ進級している。今回の留学では博恭王がドイツ兵学校に入学して菊麿王と別行動を取るため、片岡は菊麿王に同行した。博恭王が大学校に進学し、菊麿王が帰国すると、入れ替わりに欧米歴訪中の東伏見宮依仁親王がドイツを訪れ、片岡が依仁親王を案内した。しかし明治27年（1894年）7月25日、豊島沖海戦が起こり日清戦争が始まったため、翌日には片岡に帰国命令が下され、依仁親王の護衛を兼ねて急遽帰国した。
帰国直後から軍令部のスタッフに召集され、作戦および補給に関与した。片岡が生涯初めて戦場に出たのは、威海衛への直接攻撃に着手し始めた明治27年12月のことで、「金剛」艦長として威海衛への砲撃支援を重ねた。威海衛に逼塞していた北洋水師が降伏し、陸戦での占領に目処が立った明治28年（1895年）2月に「浪速」艦長に移り、台湾占領に赴いた。
戦後は「橋立」艦長・砲術練習所長・「八島」艦長・常備艦隊参謀長を歴任した。「八島」艦長時代に遠洋航海の機会があったが、片岡は寝間着に着替えてベッドに入ることはなく、新しい軍服に着替えて長椅子にゴロ寝して過ごした。四六時中臨戦態勢で臨む姿勢を実践したものとされ、乗組員から絶大な支持を得た。片岡は山本権兵衛以後の政治力強化を図る勢力を快く思わない頑迷な現場主義者であった。のちに軍事参議官に降りた頃、朝鮮総督を陸軍が歴任しようと画策したことがあった。当時海軍大臣を務めた八代六郎大将が、対抗して台湾総督を海軍が歴任するよう運動を起こそうと、台湾攻略を指揮した片岡に相談したが、片岡は「われわれ海軍は河童なのだから、陸に上がっては失敗する。陸のことは政治と陸軍に任せろ」と八代の提案を一蹴した。片岡はまったく政治に関与する気がなく、経歴を見ても軍政に携わったのは、常備艦隊参謀長を終えて呉鎮守府司令官に就く間に4ヶ月勤めた人事課長、第1艦隊司令長官と舞鶴鎮守府司令長官の間に1年半勤めた艦政本部長の2期、合わせても2年に満たない短期間である。
日露戦争への機運が高まる中、片岡は明治32年（1899年）に少将へ昇進し、呉鎮守府司令官、翌年に呉艦政部長と内戦基地の要職を重ね、明治35年（1902年）に最前線基地の対馬竹敷要港部司令官となった。この基地の水雷部隊拡充を推進し、明治36年（1903年）9月に中将へ昇進した。
明治36年（1903年）12月、拡張が完了した常備艦隊は3個艦隊に陣容を改め、第1・第2艦隊で連合艦隊を組み、第3艦隊を独立部隊にした。片岡はこの第3艦隊司令長官に任じられた。第3艦隊は、日清戦争時に使用された老朽艦によって編成された艦隊で、補助的な戦力しか持っておらず、編成当時には「滑稽艦隊」と揶揄されたが、片岡はこの艦隊を駆使し、朝鮮沿岸の警備、さらには第2軍の上陸地点選定から護衛、さらには金州作戦の支援、重砲隊派遣と、全力で第2軍の支援に当たった。

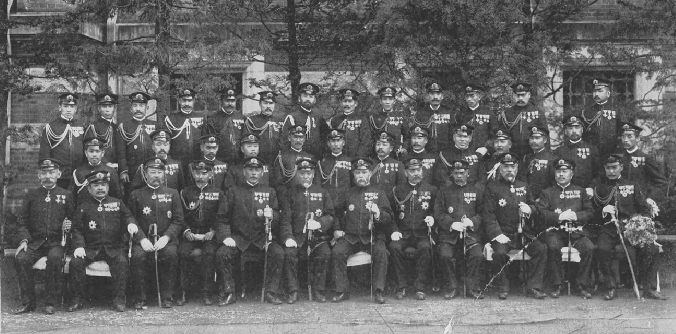
日露戦争凱旋式当日の海軍首脳 左4人目から順に
伊集院五郎、上村彦之丞、東郷平八郎、山本権兵衛、伊東祐亨、片岡第三艦隊長官、出羽重遠、斎藤実、山下源太郎
中列左から6人目加藤友三郎

第3艦隊はのちに連合艦隊に編入されて片岡独自の運用ができなくなり、せっかく追加された最新鋭の虎の子巡洋艦「春日」・「日進」を第1艦隊へ取り上げられた。「上村彦之丞第2艦隊司令長官ならば激昂して当然の仕打ち」と噂された冷遇振りだったが、片岡は諾々と受け入れた。片岡の辛抱強さは、日本海海戦当日に報われる。隷下の「信濃丸」がバルチック艦隊の発見に成功し、第3艦隊は払暁からバルチック艦隊と併走して状況を仔細に連合艦隊へ伝達した。片岡以下の連絡を通じて詳細を把握した東郷平八郎は、歴史的な勝利を手に入れた。
この勝利を受けて、講和条約を優位に進めるために、南樺太を占領することになり、かつて台湾を占領した経験がある片岡が樺太占領のために派遣された。新編成の第4艦隊も加え、部内で北遣艦隊と通称される部隊を率い、占領に成功した。海軍では最東端の北知床岬（テルペニア岬）を「片岡岬」と通称し、片岡の戦功を讃えた。
戦後、連合艦隊は解散し、単独運用となった第1艦隊の司令長官を1年、艦政本部長を1年半務め、明治41年（1908年）8月に最後の任務となる舞鶴鎮守府司令長官の座に2年半就く。その直前に男爵を贈られ、任期中に大将へ進級した。明治44年（1911年）に現場を離れて軍事参議官に降りたが、ようやく生涯の臨戦体制を解いて老後を楽しめる身分となった矢先に、貞子夫人が子宝を授からないまま病没し、片岡は孤独な老後を強いられた。
シーメンス事件処理のために高等軍法会議判士長に任じられたほかは、海軍の方針について自らは口を挟まず聞き役に徹し、大正6年（1917年）5月10日予備役に編入され長い海軍生活を終えた。大正7年（1918年）12月14日に後備役となる。
大正9年（1920年）1月2日に死去。多磨霊園に埋葬され正二位を贈られた。66歳。

## 栄典
位階
- 1886年（明治19年）7月8日 - 従六位[4]
- 1891年（明治24年）12月16日 - 従五位[5]
- 1897年（明治30年）3月1日 - 正五位[6]
- 1902年（明治35年）4月30日 - 従四位[7]
- 1904年（明治37年）9月13日 - 正四位[8]
- 1907年（明治40年）11月20日 - 従三位[9]
- 1910年（明治43年）12月20日 - 正三位[10]
- 1916年（大正5年）11月10日 - 従二位[11]
- 1919年（大正8年）1月10日 - 正二位[12]

勲章等
- 1888年（明治21年）5月29日 - 勲六等単光旭日章[13]
- 1892年（明治25年）5月28日 - 勲五等瑞宝章[14]
- 1895年（明治28年）
  - 9月27日 - 功四級金鵄勲章、双光旭日章[15]
  - 11月18日 - 明治二十七八年従軍記章[16]
- 1896年（明治29年）5月26日 - 勲四等瑞宝章[17]
- 1901年（明治34年）11月30日 - 勲三等瑞宝章[18]
- 1902年（明治35年）5月10日 - 明治三十三年従軍記章[19]
- 1905年（明治38年）5月30日 - 勲二等瑞宝章[20]
- 1906年（明治39年）4月1日 - 功一級金鵄勲章、勲一等旭日大綬章、明治三十七八年従軍記章[21]
- 1907年（明治40年）9月21日 - 男爵 [22]
- 1915年（大正4年）
  - 11月7日 - 金杯一組・大正三四年従軍記章[23]
  - 11月10日 - 大礼記念章[24]
- 1920年（大正9年）1月1日 - 旭日桐花大綬章[25]

外国勲章佩用允許
- 1894年（明治27年）4月19日
  - ザクセン王国：アルブレットコンツール第二等勲章[26]
  - ザクセン大公国：白鷹第二等勲章[26]
- 1895年（明治28年）3月14日 - ドイツ帝国：赤鷲第二等勲章[27]
- 1906年（明治39年）3月23日 - イギリス帝国：ロイヤル・ヴィクトリア勲章ナイトコマンダー[28]